# Сільхозпочинок
Сільхо́зпочи́нок (рос. Сельхозпочинок, марій. Сельхозпочинка) — присілок у складі Кілемарського району Марій Ел, Росія. Входить до складу Кум'їнського сільського поселення.

## Населення
Населення — 62 особи (2010; 83 у 2002).
Національний склад (станом на 2002 рік):
- росіяни — 71 %